# 徐家坡乡
徐家坡乡是中国陕西省汉中市汉台区已撤消的一个乡。2011年，汉中市人民政府向陕西省人民政府申请，徐家坡乡与望江乡，整建制合并，设立徐望镇。撤消前，下辖6个村，面积22.52平方公里，总人口8169人，驻地吴家营。

## 行政区划
徐家坡乡下辖以下行政区：
吴家营村、三郊村、利木村、邵家湾村、徐家坡村、徐家湾村